# Emecho I. von Clotten
Emecho I. von Clotten (* um 1190 in Klotten; † 30. Oktober 1263 in Brauweiler) war ein deutscher Benediktiner und von 1237 bis 1263 Abt der Abtei Brauweiler.

## Abstammung
Emechos Vorfahren gehörten urkundlich gesichert zum niederen Klottener Adel. Es wird angenommen, dass er ein Sohn von Johann von Clotten (Reichsvogt von 1202 bis 1212) und dessen Ehefrau Aleydis war. Demnach war er ein Bruder des Franko von Klotten, der noch als Burgmann der Grafen von Virneburg bezeugt ist, und sein Großvater war der Reichsvogt Theoderich von Clotten (* um 1105; † nach 1163).

## Leben
Emecho von Clotten hatte gleich zu Beginn seiner Amtszeit als Abt des Klosters Brauweiler mit einer ganzen Fülle von Schwierigkeiten zu tun. Als eine seiner ersten Amtshandlungen nach der Benediktion durch den Kölner Erzbischof Heinrich von Müllenark versuchte er, den durch seinen Vorgänger Hermann I. an das Kloster Kamp verkauften Hof bei St. Johann in Köln  durch Erstattung des Kaufpreises zurückzuerwerben. Emecho hatte auch nach Kamp geschrieben und nach Lesart des Textes war der Verkauf des Hofes durch seinen Vorgänger aus einer finanziellen Not heraus geschehen, die das Erzbistum geschickt auszunutzen verstanden hätte.
Emecho sah sich auch weiteren wirtschaftlichen Schwierigkeiten kaum gewachsen, da er schon bald mehrere Gerechtsame und Besitzungen des Klosters verkaufen bzw. unter dem Vorbehalt des Rechtes auf Rückkauf verpfänden musste. Jedoch gab es vielfältige Gründe, die ihn in diese Not gebracht hatten. Zum einen konnten die Felder aufgrund eines Mangels an öffentlicher Sicherheit nur schlecht bestellt werden, was bald zu Missernten führte, und zum anderen gab es noch witterungsbedingte Ernteausfälle, wie die durch Hagel an der Mosel zerstörten Weinberge und Obstbäume.
Aufgrund der finanziellen Umstände wandte sich Emecho im Jahr 1247 mit der Bitte um Bestätigung, nicht mehr als 40 Mönche im Kloster Brauweiler aufnehmen zu müssen, an den Kölner Erzbischof Konrad von Hochstaden. Dieser veranlasste daraufhin, dass der Erlass des päpstlichen Legaten Konrad von Poro aus dem Jahr 1225 erneuert wurde. Das Verbot des Erzbischofs unter Androhung der Exkommunikation, mehr als 40 Mönche aufzunehmen, sollte dem Kloster Ruhe und Schutz vor rheinischen Adligen gewähren, die allzu oft Präbenden für ihre nachgeborenen Söhne einforderten.
1255 verschlechterten sich die wirtschaftlichen Verhältnisse abermals, als sein eigener und der Besitz des Konvents voneinander getrennt wurden. Die Mutmaßung, dass er zu viel von den Einkünften des Klosters für sich verwendet hätte, kann, wie vermerkt wurde, die persönliche Einschätzung eines Chronisten anlässlich der zuvor erfolgten Vermögenstrennung sein.

„Wie sehr im übrigen der Geist Benedikts in der Abtei zur Zeit Emechos gelitten hatte, lehrt die im Jahre 1255 vorgenommene Scheidung zwischen dem Besitz des Abtes und dem Besitze des Konvents. Wie bedauerlich dieser Schritt auch an und für sich war, so erforderte ihn doch die Erwägung, dass die unumgeschränkte Macht und das Verfügungsrecht über das Gesamtvermögen des Klosters in der Hand eines einzelnen Mannes, des Abtes, falls er es etwa den weltlichen Herrn im Aufwand gleichzutun bestrebt oder ein schlechter Geschäftsmann war, zum Ruin des Klostervermögens und zur Vernachlässigung der eigentlichen Klosteraufgaben führen musste.“

Aus einem Schreiben von Erzbischof Konrad von Hochstaden vom 27. April 1255 ist ersichtlich, dass die Trennung des Besitzes von Emecho vom Besitz des Konvents gegen seinen Willen und nur durch die Inanspruchnahme des kirchlichen Oberhirten geschah. Als Folge dieser Maßnahme wurde bei der Wahl der nachfolgenden Äbte nicht mehr nur nach deren eigentlicher Befähigung für das Amt beurteilt. Vielmehr sah man jetzt bei den zukünftigen Bewerbern um das Amt des Abtes auch auf deren private Vermögensverhältnisse sowie auf deren Kenntnisse im Umgang mit weltlichen Geschäften. 

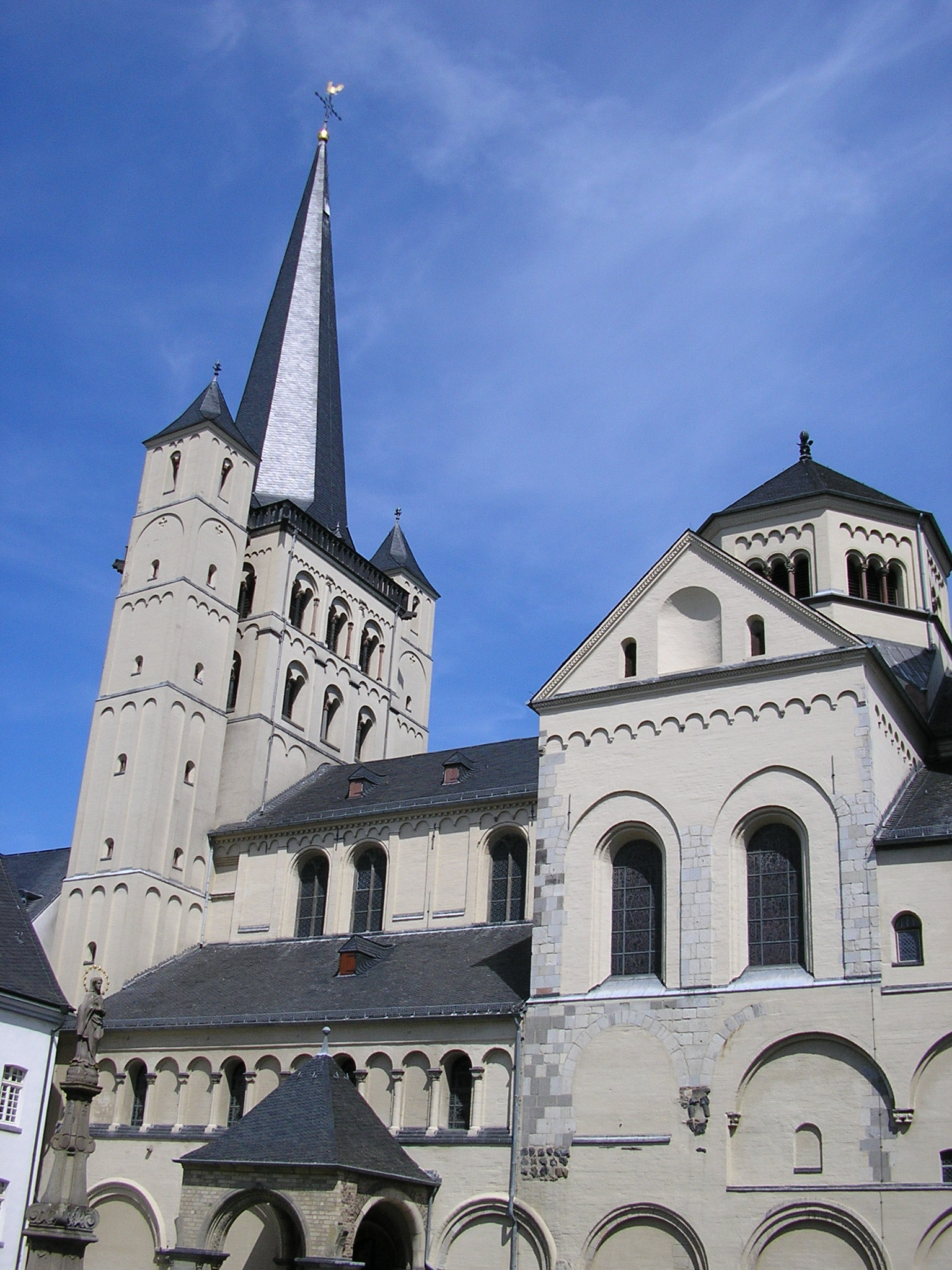
Brauweiler

 Aus dem Umstand, dass spätere Äbte ein Drittel ihres Jahreseinkommens an die Römische Kurie abzuführen hatten, kann entnommen werden, dass sich das Einkommen von Emecho aus dem Besitz des Klosters auf etwa 100 Goldgulden pro Jahr belaufen haben muss.
Nach seinem Tod am 30. Oktober 1263 wurde Emecho von Clotten im Hauptschiff der Abteikirche St. Nikolaus in Brauweiler beigesetzt.

## Siegel
Sein Siegel, in grünem Wachs, oval, 5,8 × 4 cm, zeigt einen auf einem Faltstuhl sitzenden Geistlichen mit Abtstab und Buch. Umschrift in Majuskeln: EMECHO DEI GRATIA BRUNWILARENSIS ABBAS.